# César Álvarez Dumont

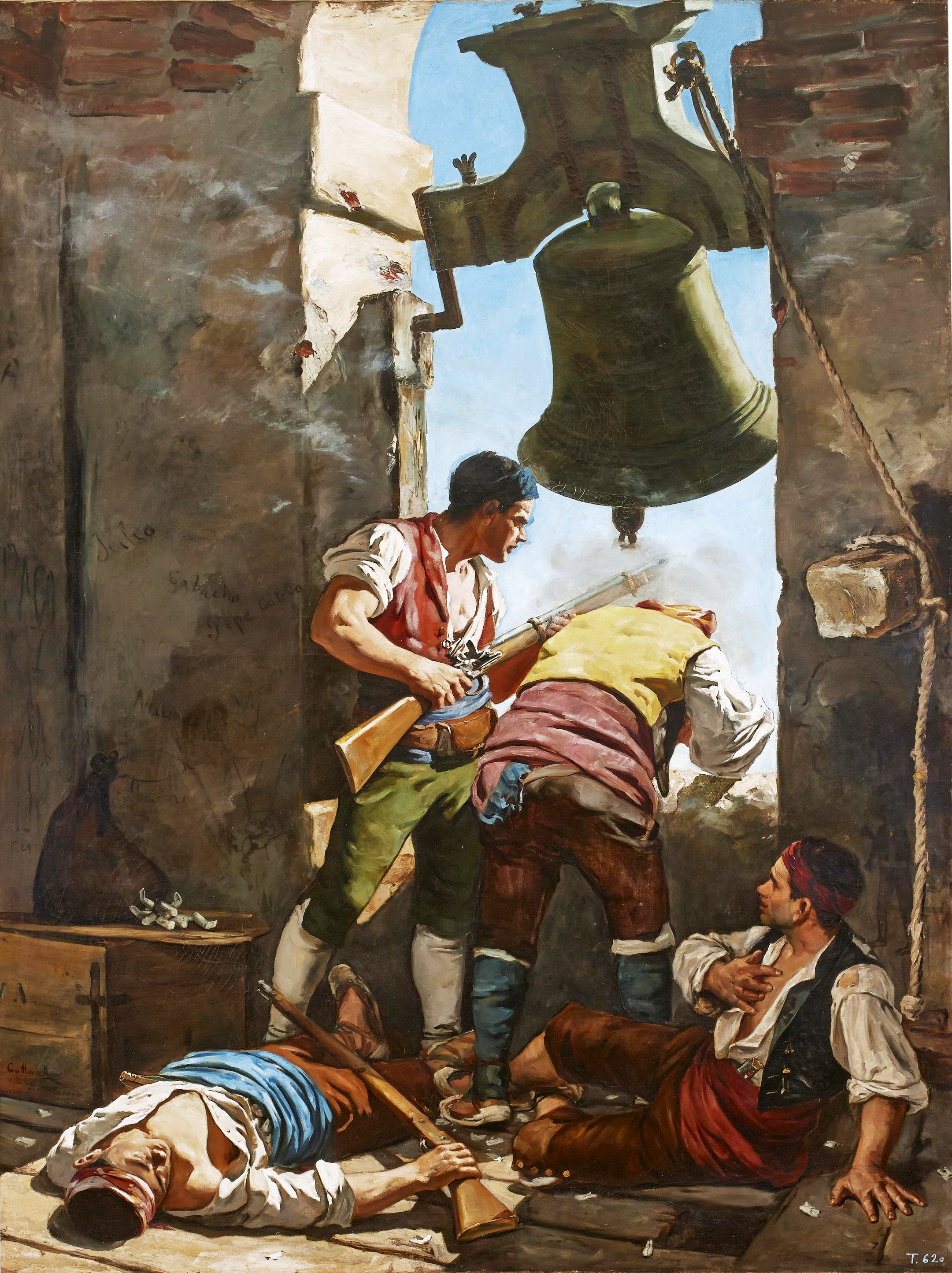
Defensa de la torre de San Agustín

César Álvarez Dumont (Vila Real (Portugal), 28 de gener 1866 - Marbella, 1945) va ser un pintor espanyol de pintura històrica que va conrear també temes costumistes, religiosos, pintura decorativa i il·lustració. Germà del també pintor Eugenio Álvarez Dumont.
Va ser alumne de l'Escola de Belles Arts de Màlaga, posteriorment de la Reial Acadèmia de Belles Arts de San Fernando de Madrid. La Diputació Provincial malaguenya li concedeix una beca el 1895 per continuar els seus estudis a Roma. Allà substitueix a Alejo Vera com a director de l'Escola Espanyola de Belles Arts. Va ser director de les Escoles de Belles Arts de Sevilla, Cadis i Màlaga.
El 1897 fixa la seva residència a París i el 1898 viatja al nord de l'Àfrica en companyia del seu germà Eugenio. Després de tornar a Espanya realitza les pintures de la sala de sessions del Palau Municipal de Màlaga i col·labora com a dibuixant i il·lustrador a publicacions de l'època.
Una petita mostra de les seves obres relatives al Setge de Saragossa (1808), han estat restaurades i van ser exposades a la Llotja de Saragossa durant les celebracions del bicentenari dels setges de la ciutat. La restauració de les mencionades pintures ha posat al descobert detalls fins ara desconeguts.

## Premis
- 3a Medalla Exposició Nacional de Belles Arts (1884 i 1887)
- 2a Medalla Exposició Nacional de Belles Arts (1890 i 1892)
- Condecoració Exposició Nacional de Belles Arts (1895)
- Exposició Internacional de Chicago (1893)
- Exposició Internacional de París (1895)